# Yangpu

Yangpu

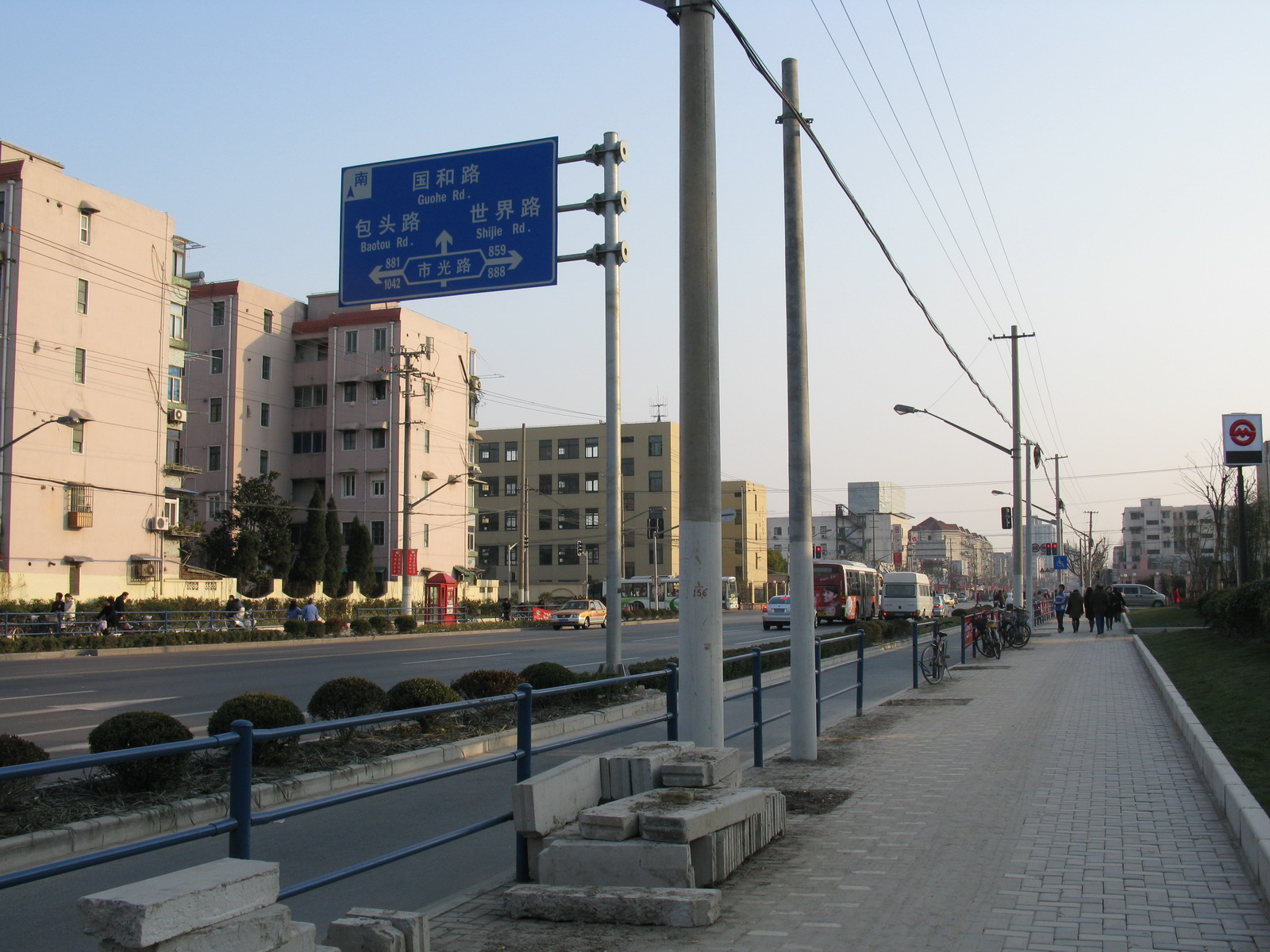
Zhongyuan-Straße in Yangpu

Yangpu (杨浦区 Yángpǔ Qū) ist einer der zehn „inneren“ Stadtbezirke in der chinesischen regierungsunmittelbaren Stadt Shanghai.
Er hat 1.242.548 Einwohner (Stand: Zensus 2020) auf einer Fläche von 60,55 Quadratkilometern. Die Bevölkerungsdichte beträgt 20.521 Einwohner pro Quadratkilometer. Im Bezirk Yangpu finden sich zwei der renommiertesten chinesischen Universitäten, die Fudan-Universität (复旦大学) und ein Campus (von zwei) der Tongji-Universität (同济大学).

## Administrative Gliederung
Auf Gemeindeebene setzt sich Yangpu aus elf Straßenvierteln und einer Großgemeinde zusammen. Diese sind:
| Straßenviertel Pingliang Lu (平凉路街道), Regierungssitz des Stadtbezirks; Straßenviertel Changbai Xincun (长白新村街道); Straßenviertel Daqiao (大桥街道); Straßenviertel Dinghai Lu (定海路街道); Straßenviertel Jiangpu Lu (江浦路街道); Straßenviertel Kongjiang Lu (控江路街道); | Straßenviertel Siping Lu (四平路街道); Straßenviertel Wujiaochang (五角场街道); Straßenviertel Xin Jiangwancheng (新江湾城街道); Straßenviertel Yanji Xincun (延吉新村街道); Straßenviertel Yinhang (殷行街道); Großgemeinde Wujiaochang (五角场镇). |